# Zvoriștea
Zvoriștea es una comuna ubicada en el distrito de Suceava, Rumania.

## Superficie
Posee una superficie de 67,14 kilómetros cuadrados.

## Demografía
Hasta 2021 la población era de 5814 habitantes, con una densidad de población de 86,60 habitantes por kilómetro cuadrado.